# Nebridia mendica
Nebridia mendica là một loài nhện trong họ Salticidae.
Loài này thuộc chi Nebridia. Nebridia mendica được Elizabeth Bangs Bryant miêu tả năm 1943.